# José María Ramos Loscertales
José María Ramos y Loscertales (Logroño, 12 de agosto de 1890; Salamanca, 1 de abril de 1956) fue un destacado historiador español, catedrático y rector de la Universidad de Salamanca.

## Datos biográficos. Actividad universitaria
De estirpe aragonesa, familiarizado desde niño con el interés por la Historia, pues su padre era catedrático de esta disciplina en el Instituto de Segunda Enseñanza de Logroño, Ramos Loscertales obtuvo en la Universidad de Zaragoza la licenciatura en las carreras de Derecho y de Filosofía y Letras, doctorándose en esta última. Su vocación por la Historia medieval y en particular por la del Reino de Aragón, se orientó hacia la investigación histórico-jurídica.
Ya trasladado a la Universidad de Madrid —después de un tiempo como profesor auxiliar en la Universidad de Zaragoza— fue discípulo de Eduardo de Hinojosa y Naveros, en la Sección que este dirigía en el Centro de Estudios Históricos, trabando duradera amistad con compañeros historiadores destacados, como Claudio Sánchez Albornoz y Galo Sánchez, entre otros. El encuentro con Hinojosa despertó la atracción de Ramos Loscertales por la Historia de las Instituciones.
En 1920 ganó la cátedra de Historia de España en la Facultad de Letras de la Universidad de Salamanca, que desempeñó hasta su muerte, llegando a ser en 1929 Rector de la misma Universidad. "En medio de crecientes conflictos estudiantiles, el Ministerio que no deseaba nombrar rector a Don Miguel de Unamuno, como pidió una parte del Claustro, tomó la decisión de nombrar rector a D. José María Ramos Loscertales [...] hombre moderado cargado de buenas intenciones, será arrollado por los propios acontecimientos que tienen lugar en España durante 1930 y comienzos de 1931 [...] acabará dejando el cargo, días después de la proclamación del régimen republicano. [...] el vicerrector en funciones D. Esteban Madruga convocó un claustro con el fin de elegir un nuevo rector, ya que el anterior, D. José Mª. Ramos Loscertales, había dimitido el 17 de abril con ocasión de los últimos coletazos del cambio de régimen político. [...] El resultado de la votación fue, como no podía ser menos, la elección de Don Miguel de Unamuno como nuevo rector salmantino." En su condición de Decano de la Facultad de Filosofía y Letras, Ramos pronunció uno de los discursos previos al célebre enfrentamiento entre Unamuno y Millán-Astray, ocurrido en el Paraninfo de la Universidad de Salamanca, el 12 de octubre de 1936. De ideología conservadora, Ramos fue partidario durante la guerra civil del bando sublevado; "la mayoría de los catedráticos se suman a las glorias del nuevo régimen [...] y colaboran en numerosos actos de propaganda. El 26 de septiembre aprobaban un Mensaje a las Universidades y Academias del mundo acerca de la Guerra Civil, redactado por Teodoro Andrés Marcos y Ramos Loscertales", en defensa del llamado Alzamiento Nacional.
Del profesor Ramos Loscertales consta la siguiente descripción escrita por quien fue uno de sus alumnos: "el decano eterno, era un historiador medievalista solvente, de un impecable pasado científico [...]. Nos explicaba en el primer año Historia universal y en el segundo, Historia de España. Sus clases eran amenas y eruditas, de una gran claridad expositiva, ponderadamente juiciosas y divertidamente irónicas. Sus exámenes de final de curso eran de una justicia ejemplar y de una generosidad infinita; constaban de tres partes: desarrollar por escrito un tema general, exponer una lección elegida por el alumno y contestar algunas preguntas concretas. Impartía sus lecciones, siempre de pie y sin quitarse el abrigo en invierno".
En 1924 Ramos había fundado, junto a Galo Sánchez y Sánchez Albornoz —del que partió la iniciativa— el Anuario de Historia del Derecho Español, prestigioso órgano en que aparecieron varios importantes trabajos suyos, y cuyo primer director fue Laureano Díez Canseco. Crearon así la Escuela de Hinojosa en la que participaron también otros investigadores como Segura Soriano, Ots Capdequí y Prieto Bances. No era realmente una escuela en cuanto a unidad de pensamiento, sino en tanto que acogió a historiadores del Derecho, de cualquier adscripción ideológica, que se sentían igualmente deudores del profesor Hinojosa, fundador de una ciencia moderna, crítica, europeísta y rigurosa.
El "cultísimo profesor de la Universidad de Salamanca", de "agudísima inteligencia" y "nunca satisfecho espíritu crítico", sintió predilección por el estudio de la España antigua y medieval, pero también por la del siglo XIX, sobre la que trató en sus cursos universitarios y en algunas disertaciones como conferenciante. 
José Mª. Ramos Loscertales contrajo matrimonio con Narcisa de Pano Lapetra, sobrina del también historiador Mariano de Pano y Ruata, notable personalidad de las letras aragonesas.
Su muerte, causada por un cáncer, le impidió concluir valiosos trabajos en preparación. Tras su fallecimiento, los profesores José María Lacarra y Luis García de Valdeavellano se hicieron cargo del examen de los escritos dejados por Ramos, en orden a ediciones póstumas de los mismos.

## Obras
- "Un documento inédito relativo a Napoleón de Aragón, hijo natural de Jaime II". Boletín de la Real Academia de la Historia. Tomo LXV, 1914
- Estudio sobre el Derecho de Gentes en la Baja Edad Media. El cautiverio en la Corona de Aragón durante los siglos XIII, XIV y XV.  Publicaciones del Estudio de Filología de Aragón, Zaragoza,1915.
- "El diploma de las Cortes de Huarte y San Juan de la Peña". Memorias de la Facultad de Filosofía y Letras. Tomo I. Universidad de Zaragoza, 1923
- "La "devotio" ibérica. Los soldurios." Anuario de Historia del Derecho Español, Tomo I, Madrid, 1924
- "Nota crítica al estudio de Bonilla San Martín sobre 'El derecho aragonés en el siglo XII'". Tipografía de la "Revista de archivos", Madrid, 1924
- "Textos para el estudio del derecho aragonés en la Edad Media. Constitución de las Cortes de Huesca de 1188." "Compilación privada de derecho aragonés." y "El Fuero concedido a Calatayud por Alfonso I en 1131." Anuario de Historia del Derecho Español, Tomo I, Madrid, 1924
- "Textos para el estudio del derecho aragonés en la Edad Media: Recopilación de Fueros de Aragón." Anuario de Historia del Derecho Español. Tomo II, Madrid, 1925
- "La observancia 31 'De Generalibus privilegiis', del libro VI." En "Homenaje a Menéndez Pidal", Anuario de Historia del Derecho Español. Tomo III, Madrid, 1926
- "Fuero de Jaca (última redacción)." Universidad de Barcelona. Facultad de Derecho. Barcelona, 1927.
- "Textos para el estudio del derecho aragonés en la Edad Media. I. Recopilación de Fueros de Aragón." y "Fuero latino de Jaca." Anuario de Historia del Derecho Español. Tomo V, Madrid, 1928
- "Un documento importante para los orígenes de la legislación aragonesa." Spanische Forschungen der Görres-Gesellsehaft. Tomo I, Münster in W., 1928
- "La formación del dominio y los privilegios del Monasterio de San Juan de la Peña entre 1035 y 1094." Anuario de Historia del Derecho Español. Tomo VI, Madrid, 1929
- "La sucesión del Rey Alfonso VI." Anuario de Historia del Derecho Español. Tomo XIII (1936-1941)
- Prólogo a la muerte de Don Miguel de Unamuno. En: Aragón Gómez, B.: Síntesis de Economía Corporativa. Salamanca, 1937
- "El primer ataque de Roma contra Celtiberia." Discurso leído en la apertura del curso académico de 1941 a 1942 en la Universidad de Salamanca. Archivos de Filología Aragonesa, XXVIII-XXIX, Zaragoza, 1941,
- "Hospicio y Clientela en la España céltica." Emérita. Boletín de lingüística y Filología clásicas, Tomo X, Madrid, 1942
- "El derecho de los Francos de Logroño en 1095." Berceo. Tomo II, N.º IV, Logroño, 1947. Disponible en: http://www.vallenajerilla.com/berceo/ramosloscertales/derechofrancoslogrono.htm
- "Los Fueros de Sobrarbe." Cuadernos de Historia de España, VII, Buenos Aires, 1947
- "Los Jueces de Castilla." Cuadernos de Historia de España, X, Buenos Aires, 1948
- "Relatos poéticos en las crónicas medievales. Los hijos de Sancho III." Filología, Tomo II, Buenos Aires, 1949
- "Fuero latino de Sepúlveda." Cuadernos de Historia de España, XIII, Buenos Aires, 1950
- "Prisciliano. Gesta rerum." Acta Salmanticensia. Filosofía y Letras. Tomo V. Núm. 1, Salamanca, 1951
- "La tenencia de año y día en el derecho aragonés (1063-1247)." Acta Salmanticensia. Filosofía y Letras. Tomo V. Núm. 5, Salamanca, 1952
- "Fuero de Viguera y Val de Funes (edición crítica)." Acta Salmanticensia. Filosofía y Letras. Tomo VII. Núm. 1, Salamanca, 1956
- "El Reino de Aragón bajo la dinastía pamplonesa." Edición preparada por José María Lacarra. Acta Salmanticensia. Filosofía y Letras. Tomo XV. Núm. 2, Salamanca, 1961
- "Instituciones políticas del Reino de Aragón hasta el advenimiento de la casa catalana." Estudios de Edad Media de la Corona de Aragón. Tomo X, Zaragoza, 1975